# Nikki Taylor
Nikki Leialoha Taylor (* 23. Juli 1995 in Honolulu, Hawaii) ist eine US-amerikanische Volleyballspielerin.

## Karriere
Taylor begann ihre Karriere an der Kaiser High School in ihrer Heimatstadt. Von 2013 bis 2016 studierte sie an der University of Hawaiʻi at Mānoa und spielte in der Universitätsmannschaft. Mit der US-amerikanischen Nationalmannschaft gewann sie 2016 die Bronzemedaille beim Pan American Cup in Santo Domingo. Nach ihrem Studium ging sie 2017 zum italienischen Erstligisten Lardini Filottrano. In der Saison 2018/19 spielte die Diagonalangreiferin in der finnischen Liga bei LP Kangasala. Anschließend wechselte sie zum deutschen Bundesligisten Rote Raben Vilsbiburg. Im November 2020 trennten sich die Roten Raben von ihr.